# 蔡明鎮
蔡明鎮（1949年12月7日—2021年7月7日），是台灣勞工運動組織者，高職畢業，現任臺灣總工會理事長；曾任不動產服務職業工會聯合會理事長、中華民國職業工會全國聯合總會理事長、行政院勞工委員會委員等。2016年6月8日任職國家年金改革委員會委員，立場為：
|  | 勞保基金6500億元，以今年四月來看，收269億元，支出267億元，再加上之前累積的金額，平均一年會剩200億元，勞保不會倒，只是面臨退休人數增加和投保人數減少的問題，可能幾年後收支有問題。勞保投保是強制性的，怎麼會倒？目前都有安全庫存。 有九成勞工每月約領15000元，還不到最低生活水準，不能再砍。目前企業勞工有750萬人，職業勞工有270萬人，每種勞工的算法都不一樣，應該要精細的試算才對。 |

2021年6月26日清晨，蔡明鎮騎車外出時，自撞路旁的汽車，造成腦部出血，送入醫院時陷入昏迷。2021年7月7日上午傳出噩耗，蔡明鎮逝世，現年72歲。。

## 外部連結
- 總統府國家年金改革委員會-委員名單 （页面存档备份，存于）